# Императорская библиотека в Константинополе
Импера́торская библиоте́ка в Константино́поле (греч. Αυτοκρατορική βιβλιοθήκη της Κωνσταντινούπολης) — последняя из великих библиотек Античности и одна из крупнейших библиотек средневековой Европы, находилась в столице Римской империи Константинополе. Долгое время после уничтожения великой Александрийской библиотеки и других древних библиотек она сохраняла знания, накопленные древними греками и римлянами почти 1000 лет. Серия непреднамеренных пожаров в течение многих лет и разрушений военного времени, включая разграбление Константинополя участниками Четвёртого крестового похода в 1204 году, повлияли на само здание и его содержимое. Несмотря на это, библиотека просуществовала вплоть до падения Константинополя в 1453 году и стала добычей османов, а то, что им не попало в руки, было рассеяно по различным европейским собраниям. Библиотека была основана Констанцием II (царствовал в 337—361 годах н. э.), который учредил скрипторий, чтобы сохранившиеся произведения греческой литературы могли быть скопированы для сохранения. Император Валент II в 372 году нанял четырёх греческих и трёх латинских каллиграфов. Большинство греческих классиков, известных сегодня, известны по римским копиям, происходящим из императорской библиотеки Константинополя.

## История
В Древней Греции большая часть литературы записывалась на папирусе. Но папирус имел свойство быстро приходить в негодность, из-за чего важные тексты стали переносить и писать на пергаменте, как это сделал Константин I Великий около IV века, но его действия в основном касались Священного Писания. Наследник престола Констанций II продолжил эту новую практику. Кульминацией его деятельности стала Императорская библиотека Константинополя. По разным оценкам, библиотека содержала более 100 000 томов древних текстов. Движение за перенос текстов на пергамент возглавлял некто Фемистий, который возглавлял группу каллиграфов и библиотекарей.
Агафон был сначала читателем, а затем библиотекарем в Константинополе; в 680 году нашей эры, до того как стать библиотекарем, он был нотариусом или секретарём на Третьем Константинопольском соборе, который осудил монофелитскую ересь. Он разослал копии актов, написанных им самим, в пять патриархатов. В 712 году он написал небольшой трактат, сохранившийся на греческом языке, о попытках Филиппика возродить монофелитство.

## Содержание библиотеки
Те, кто работал над переводом древних папирусных текстов и переносом их на пергамент, уделяли много времени и внимания тому, чтобы определить приоритетность того, что заслуживало сохранения. Более ранние работы, такие как Гомер и эллинистическая история, имели приоритет над латинскими произведениями. Также не были приоритетными более старые работы, такие как работы аттического периода. Такие произведения, как Софокл и другие авторы, чьи работы были сосредоточены на грамматике и тексте, были выбраны вместо наименее используемых или современных работ. Из-за этой формы выборочного сохранения многие произведения, которые были известны Фемистию и чьих авторов он упоминает как триаду философов-стоиков, теперь утрачены. Некоторые фрагменты этих утраченных произведений были найдены при археологических раскопках в Геркулануме.
Что касается папирусных текстов, которые не поддавались переводу, то работники библиотеки пытались сохранить их, перенеся текст просто на пергамент.

## Уничтожение библиотеки
На протяжении веков несколько пожаров в библиотеке Константинополя уничтожали коллекции рукописей. Библиотека была сожжена в 473 году, и около 120 000 томов были потеряны. Однако попытки Фемистия и Констанция не были бесплодными, так как многие произведения были сохранены, переписаны и распространены через другие тексты. Следовательно, современные знания о классической греческой литературе были бы потеряны, если бы не их усилия.
После падения Константинополя 12 апреля 1204 года библиотека была разграблена франками и венецианцами во время Четвёртого крестового похода. Дональд Квеллер отмечает, что, хотя некоторые рукописи, вероятно, были потеряны во время трёх пожаров, которые опустошили город во время нападения крестоносцев, нет никаких указаний на дальнейшее несуществование данной библиотеки в то время, и ни один источник не упоминает про то, что рукописи были потеряны.
Есть много сообщений о текстах, сохранявшихся в городе до его захвата османами, хотя до наших дней не было обнаружено ни одного значительного количества рукописей. Заметным исключением является палимпсест Архимеда, который был найден в 1840 году, переведён в 1915 году, выкраден из библиотеки в Стамбуле и оказался в частной коллекции в 1998 году.